# Bistum Pensacola-Tallahassee
Das Bistum Pensacola-Tallahassee (lat.: Dioecesis Pensacolensis-Talloseiensis) ist eine in Florida in den Vereinigten Staaten gelegene römisch-katholische Diözese mit Sitz in Pensacola.

## Geschichte
Papst Paul VI. gründete es mit der Apostolischen Konstitution Sapienter quidem  am 1. Oktober 1975 aus Gebietsabtretungen der Bistümer Saint Augustine und Mobile und es wurde dem Erzbistum Miami als Suffragandiözese unterstellt.

## Territorium
Das Bistum Pensacola-Tallahassee umfasst die Countys Bay, Calhoun, Escambia, Franklin, Gadsden, Gulf, Holmes, Jackson, Jefferson, Leon, Liberty, Madison, Okaloosa, Santa Rosa, Taylor, Wakulla, Walton und Washington des Bundesstaates Florida.

## Bischöfe von Pensacola-Tallahassee
- René Henry Gracida (1. Oktober 1975 – 19. Mai 1983), dann Bischof von Corpus Christi
- Joseph Keith Symons (4. Oktober 1983 – 12. Juni 1990), dann Bischof von Palm Beach
- John Mortimer Fourette Smith (25. Juni 1991 – 21. November 1995), dann Koadjutorbischof von Trenton
- John Huston Ricard SSJ (20. Januar 1997 – 11. März 2011)
- Gregory Lawrence Parkes (20. März 2012 – 28. November 2016), dann Bischof von Saint Petersburg
- William Wack CSC (seit 29. Mai 2017)